# 辛島輝治
辛島 輝治（からしま てるじ）は大分県出身のピアニスト。東京芸術大学名誉教授。シューベルトの演奏に定評がある。

## 略歴
1937年生まれ。大分舞鶴高等学校から進学。1959年に東京芸術大学を卒業し田村宏に師事。1961年、東京にてデビューリサイタル。1964年、旧西ドイツ政府給費留学生として渡独、国立ベルリン音楽演劇大学（現：国立ベルリン芸術大学）ベルリン国立音楽大学に留学。ゲルハルト・プッヘルトに師事。1968年、卒業し帰国。東京にて6回にわたりシューベルトのピアノ曲連続演奏会を行う。
帰国後は東京芸術大学で後進の指導にあたる。1980年、イタリアのポジターノにてウイルヘルム・ケンプ主催のベートーヴェンチクルスに参加。他には78年シューベルト没後150年記念リサイタル、86年シューベルトチクルス、97年シューベルト生誕200年記念「リサイタルと室内楽の夕べ」などを開催。1998年、日本ショパン協会主催のリサイタル。2002年日本調律師協会主催のリサイタル。2004年、東京芸術大学教授を退官。同年2月には退官記念演奏会が行われた。現在、東京芸術大学名誉教授と大分県立芸術短大講師を務める。
リサイタル活動と合わせてこれまでにヴァイオリニストの豊田耕児、宗倫匡、黒沼ユリ子、チェリストの青木十郎、堤剛らと全国各地で共演。日本音楽コンクール、神奈川新聞音楽コンクール、国際アマチュアコンクールなどの審査員を務める。
- 2005年5月、2006年5月に東京文化会館にてシューベルトアーベントを開催。
- 2009年10月、東京文化会館にてリサイタル。
- 2011年11月、デビュー50周年記念演奏会を開催。
- 2012年・2013年秋、東京芸術大学同声会神奈川支部会主催のレクチャーコンサートに出演。
- ジャズピアニストの辛島文雄は実弟で、兄弟揃って音楽分野で活躍していたが、弟は2017年2月24日に亡くなった[2]。

## 録音
- 『シューベルトのピアノソナタ』2006年。
- 『シューベルトのピアノソナタⅡ』2006年。
- 『シューベルトの即興曲ほか』2009年。